# Notocelia incarnatana
Notocelia incarnatana é uma espécie de insetos lepidópteros, mais especificamente de traças, pertencente à família Tortricidae.
A autoridade científica da espécie é Hübner, tendo sido descrita no ano de 1800.
Trata-se de uma espécie presente no território português.